# 宍粟郡
宍粟郡（日语：／ Shisō gun */?）是過去位於兵庫縣西部的郡，已於2006年3月27日因無管轄町村而被廢除。
過去的範圍包括現在的宍粟市全部地區、姬路市西北部的一小部分地區、龍野市北部的一小部分地區和佐用町東北部的一小部分地區。宍粟郡也是過去播磨國轄下面積最大的郡。

## 歷史
在令制國時代屬於播磨國。19世紀末江戶時代結束之際，城崎郡分屬山崎藩、三日月藩、安志藩和幕府的領地，另有部分地區屬於尼崎藩。
隨著1868年幕府的結束及接著實施的廢藩置縣政策，曾分別先後隸屬兵庫裁判所、府中裁判所、兵庫縣、久美濱縣、生野縣、山崎縣、三日月縣、安志縣、尼崎縣，1871年全數被整併到飾磨縣內，1876年再次整併到兵庫縣。
1879年實施郡區町村編制法，正式的設置了近代的行政區劃「宍粟郡」，郡役所設於山崎町（位於現在的宍粟市）。

### 沿革

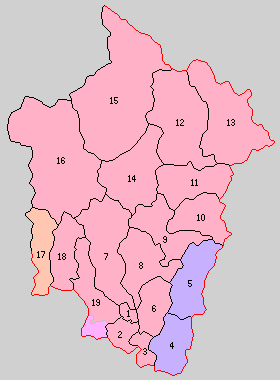
1889年宍粟郡轄下的行政區劃
1.山崎町 2.城下村 3.戶原村 4.安師村 5.富棲村 6.河東村 7.蔦沢村 8.神野村 9.神戶村 10.染河內村 11.下三方村 12.三方村 13.繁盛村 14.西谷村 15.奧谷村 16.千種村 17.三河村 18.土萬村 19.菅野村
（紫色：現屬姬路市、紅色：現屬宍粟市、桃：現屬龍野市、橙：現屬佐用町）

- 1889年04月1日：實施町村制，宍粟郡下設：山崎町（日语：山崎町 (兵庫県)）、城下村（日语：城下村 (兵庫県)）、戶原村（日语：戸原村）、安師村（日语：安師村）、富棲村（日语：富栖村）、河東村（日语：河東村 (兵庫県)）、蔦澤村（日语：蔦沢村）、神野村（日语：神野村 (兵庫県宍粟郡)）、神戶村（日语：神戸村 (兵庫県)）、染河內村（日语：染河内村）、下三方村（日语：下三方村）、三方村（日语：三方村 (兵庫県宍粟郡)）、繁盛村（日语：繁盛村）、西谷村（日语：西谷村 (兵庫県宍粟郡)）、奧谷村（日语：奥谷村 (兵庫県)）、千種村、三河村（日语：三河村 (兵庫県)）、土萬村（日语：土万村）、菅野村（日语：菅野村 (兵庫県宍粟郡)）。（1町18村）
- 1896年07月1日：實施郡制（日语：郡制），設立郡參事會（日语：郡参事会）。
- 1923年04月1日：廢除郡會和郡參事會。
- 1926年07月1日：廢除郡役所，此後郡不再作為行政區劃，只作為地名的表示。
- 1939年04月1日：菅野村的奧小屋地區被併入揖保郡西栗棲村（日语：西栗栖村）（現已被併入龍野市）。
- 1954年10月1日：菅野村被併入山崎町。（1町17村）
- 1955年07月20日：（1町10村）
  - 山崎町、城下村、戶原村、河東村、蔦澤村、神野村、土萬村合併為新設立的山崎町。
  - 三河村和佐用郡中安村（日语：中安村）、德久村（日语：徳久村）合併為南光町（現已合併為佐用町），隸屬佐用郡。
- 1956年04月1日：神戶村、染河內村、下三方村合併為一宮町（日语：一宮町 (兵庫県宍粟郡)）。（2町7村）
- 1956年7月1日：安師村、富棲村合併為安富町（日语：安富町）。（3町5村）
- 1956年9月30日：（4町1村）
  - 一宮町、三方村、繁盛村合併為新設立的一宮町。
  - 西谷村、奧谷村合併為波賀町（日语：波賀町）。
- 1960年01月1日：千種村改制為千種町（日语：千種町 (兵庫県)）。（5町）
- 2005年04月1日：一宮町、千種町、波賀町、山崎町合併為宍粟市[2]，並脫離宍粟郡。（1町）
- 2006年03月27日：安富町被併入姬路市[3]，同時宍粟郡因無管轄町村而被廢除。

### 變遷表
| 1889年4月1日 | 1889年-1926年 | 1926年-1944年 | 1944年-1954年            | 1954年-1989年              | 1954年-1989年              | 1989年-現在              | 現在                     |
| ------------ | ------------- | ------------- | ------------------------ | -------------------------- | -------------------------- | ------------------------ | ------------------------ |
| 安師村       | 安師村        | 安師村        | 安師村                   | 1956年7月1日 安富町        | 1956年7月1日 安富町        | 2006年3月27日 併入姬路市 | 2006年3月27日 併入姬路市 |
| 富棲村       |               |               |                          | 1956年7月1日 安富町        | 1956年7月1日 安富町        | 2006年3月27日 併入姬路市 | 2006年3月27日 併入姬路市 |
| 山崎町       | 山崎町        | 山崎町        | 山崎町                   | 1955年7月20日 山崎町       | 1955年7月20日 山崎町       | 2005年4月1日 宍粟市      | 2005年4月1日 宍粟市      |
| 菅野村       | 菅野村        | 菅野村        | 1954年10月1日 併入山崎町 | 1955年7月20日 山崎町       | 1955年7月20日 山崎町       | 2005年4月1日 宍粟市      | 2005年4月1日 宍粟市      |
| 城下村       |               |               |                          | 1955年7月20日 山崎町       | 1955年7月20日 山崎町       | 2005年4月1日 宍粟市      | 2005年4月1日 宍粟市      |
| 戶原村       |               |               |                          | 1955年7月20日 山崎町       | 1955年7月20日 山崎町       | 2005年4月1日 宍粟市      | 2005年4月1日 宍粟市      |
| 河東村       |               |               |                          | 1955年7月20日 山崎町       | 1955年7月20日 山崎町       | 2005年4月1日 宍粟市      | 2005年4月1日 宍粟市      |
| 蔦澤村       |               |               |                          | 1955年7月20日 山崎町       | 1955年7月20日 山崎町       | 2005年4月1日 宍粟市      | 2005年4月1日 宍粟市      |
| 神野村       |               |               |                          | 1955年7月20日 山崎町       | 1955年7月20日 山崎町       | 2005年4月1日 宍粟市      | 2005年4月1日 宍粟市      |
| 土萬村       |               |               |                          | 1955年7月20日 山崎町       | 1955年7月20日 山崎町       | 2005年4月1日 宍粟市      | 2005年4月1日 宍粟市      |
| 神戶村       | 神戶村        | 神戶村        | 神戶村                   | 1956年4月1日 一宮町        | 1956年9月30日 一宮町       | 2005年4月1日 宍粟市      | 2005年4月1日 宍粟市      |
| 染河內村     |               |               |                          | 1956年4月1日 一宮町        | 1956年9月30日 一宮町       | 2005年4月1日 宍粟市      | 2005年4月1日 宍粟市      |
| 下三方村     |               |               |                          | 1956年4月1日 一宮町        | 1956年9月30日 一宮町       | 2005年4月1日 宍粟市      | 2005年4月1日 宍粟市      |
| 三方村       |               |               |                          |                            | 1956年9月30日 一宮町       | 2005年4月1日 宍粟市      | 2005年4月1日 宍粟市      |
| 繁盛村       |               |               |                          |                            | 1956年9月30日 一宮町       | 2005年4月1日 宍粟市      | 2005年4月1日 宍粟市      |
| 西谷村       | 西谷村        | 西谷村        | 西谷村                   | 西谷村                     | 1956年9月30日 波賀町       | 2005年4月1日 宍粟市      | 2005年4月1日 宍粟市      |
| 奧谷村       |               |               |                          |                            | 1956年9月30日 波賀町       | 2005年4月1日 宍粟市      | 2005年4月1日 宍粟市      |
| 千種村       | 千種村        | 千種村        | 千種村                   | 千種村                     | 1960年1月1日 千種町        | 2005年4月1日 宍粟市      | 2005年4月1日 宍粟市      |
| 三河村       | 三河村        | 三河村        | 三河村                   | 1955年7月20日 佐用郡南光町 | 1955年7月20日 佐用郡南光町 | 2005年10月1日 佐用町     | 2005年10月1日 佐用町     |
| 佐用郡中安村 |               |               |                          | 1955年7月20日 佐用郡南光町 | 1955年7月20日 佐用郡南光町 | 2005年10月1日 佐用町     | 2005年10月1日 佐用町     |
| 佐用郡德久村 |               |               |                          | 1955年7月20日 佐用郡南光町 | 1955年7月20日 佐用郡南光町 | 2005年10月1日 佐用町     | 2005年10月1日 佐用町     |